# 100268 Розенталь
100268 Розенталь (100268 Rosenthal) — астероїд головного поясу, відкритий 5 жовтня 1994 року.
Тіссеранів параметр щодо Юпітера — 3,454.